# Anne Le Coutour
 (février 2025).
Motif : absence de sources secondaires centrées
- Archive Wikiwix
- Bing
- Cairn
- DuckDuckGo
- E. Universalis
- Gallica
- Google
- G. Books
- G. News
- G. Scholar
- Persée
- Qwant
- (zh) Baidu
- (ru) Yandex
- (wd) trouver des œuvres sur Wikidata

| 1. | Préciser le motif de la pose du bandeau. | Précisez le motif de la pose du bandeau en utilisant la syntaxe suivante : {{admissibilité à vérifier\|date=avril 2025\|motif=remplacez ce texte par le motif}}                      |
| 2. | Informer les utilisateurs concernés.     | Pensez à avertir le créateur de l'article, par exemple, en insérant le code ci-dessous sur sa page de discussion : {{subst:avertissement admissibilité à vérifier\|Anne Le Coutour}} |

Anne Le Coutour est une chanteuse lyrique, comédienne, conteuse et créatrice de spectacles française née au XXe siècle.

## Biographie
Anne Le Coutour a un double cursus, dans le théâtre dans la classe de Jean-Laurent Cochet, et de chant lyrique, dans les domaines de la musique ancienne, classique et contemporaine. Elle est devenue professeur au conservatoire Jean Wiener de Bobigny et au studio « Magenia »,,.
L'artiste prend part à des projets de spectacle vivant sous différentes formes de collaborations,,,.
En 2014, Anne Le Coutour crée avec le pianiste Michel Boedec, titulaire de l'orgue de Saint-Pierre de Montmartre à Paris-, le spectacle de théâtre musical Monsieur X en hommage à Max Jacob. Créé à Quimper, ville natale du poète, à l'occasion du 70e anniversaire de sa mort, le spectacle est repris à Rennes puis à Paris.
Elle est de mai 2017 à juin 2025 à l'affiche de la comédie de Trinidad Et pendant ce temps Simone veille à La Comédie Bastille (Paris) dans la mise en scène Gil Galliot et y joue soit les rôles soit de la lignée de France, soit de celle de Giovanna.

## Narratrice

### Dans des livres-CD
- Légendes de la mer et de la mort en Bretagne, Michel Boedec, 2014
- La Batterie : Igor et la Baguette magique, (2009)
- La Clarinette : le voyage de Théo (2008)
- La Guitare : hôtel de la guitare bleue à la découverte d'un instrument (2008)
- Monsieur Hérisson a disparu : à la découverte du violon (2007)
- Les Rêves de petit cheval : à la découverte du piano(2007)
- Cendrillon, un opéra de Gioacchino Rossini, de Christine Féret-Fleury, Aurélia Fronty  (illustrations), Gallimard Jeunesse, 2006
- Le Bureau d'éclaircissement des destins, sur support "Audible". Lecture du roman du même nom par Gaelle Nohant, 2023

### Dans des films
- 2006 : Mémoires de médecine de Gilles Moisset

## Chant
- Les Orages désirés musique Gerard Condé mise en scène Sugeeta Fribourg, 2009
- Mon imagier de l'alphabet (Livre-CD), Gallimard jeunesse musique, 2005
- Le lac d'argent : théâtre musical en trois actes / mise en scène de Olivier Desbordes ; une œuvre de Kurt Weill ; livret de Georg Kaiser ; version française de Claude Ber et Roland Krebs ; scénographie et costumes de Patrice Gouron ; avec Mouss (Olim), Anne Le Coutour (Fennimore), Eric Perez (Séverin)...[et al.] ; dir. musicale de Joël Suhubiette ; Orchestre de Massy, 1999

## Théâtre
- Monsieur X, Quimper, 2014
- Et pendant ce temps, Simone veille !, mise en scène de Gil Galliot, de 2017 à 2025

## Cinéma
- 2018 : Noces de sang, d'après Bodas de sangre de Federico García Lorca, mise en scène Pénélope Biessy
- 2012 : Peyotl, court métrage de Julia Mingo, produit par La Femis
- 2011 : Les Lettres de Saïgon, court métrage de Bénédicte Mathieu, produit par Les Inséparables
- 1998 : En attendant le vote des bêtes sauvages

## Doublage

### Films
- 2023 : Missing : Disparition inquiétante : ? ( ? )[11]
- 2023 : Il était une fois... un crime : ? ( ? )

### Séries télévisées
- 2023 : Lidia fait sa loi : Matilde Muraro (Francesca De Martini)
- 2023 : Everything Now : ? (?)
- 2023 : Pacto de silencio : ? (?)
- 2023 : Yoh! Christmas (en) : ? (?)
- 2024 : Territory (en) : ? (?)